# Monau (Adelsgeschlecht)

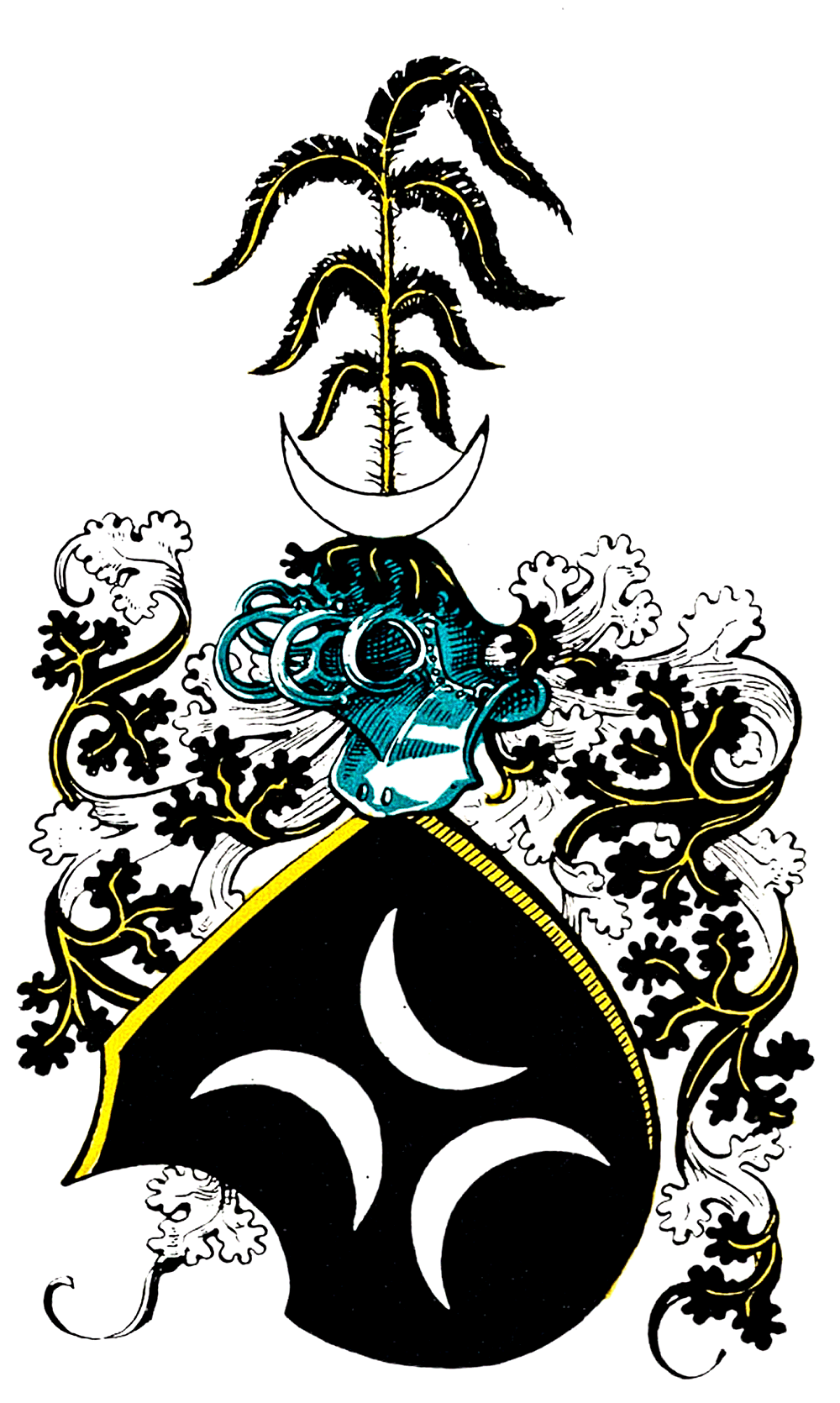
Wappen derer von Monau (Rudolf Stein)

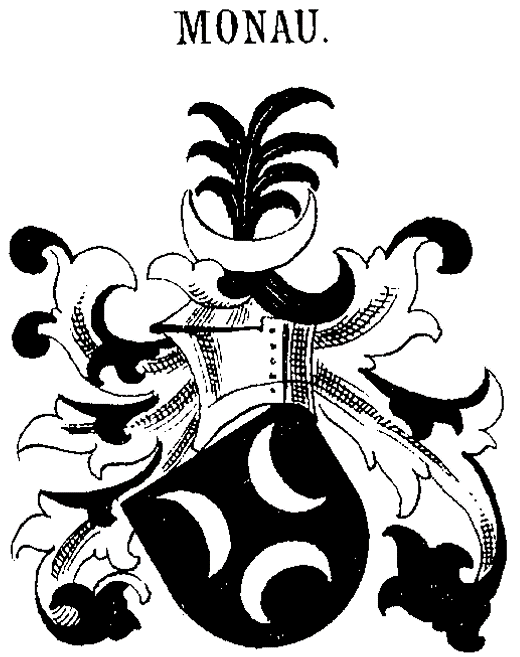
Wappen derer von Monau bei Johann Siebmacher

Monau, auch Monaw bzw. Monden, war ein schlesisches Uradelsgeschlecht, das 1659 im Mannesstamm erloschen ist.

## Geschichte
Als Stammsitz kommen Wenig-Mohnau und Groß-Mohnau im Weichbild Schweidnitz in Betracht. Nach der Publikation von Oskar Pusch führte sich das Geschlecht auf einen Grafen Thymmo zurück, der 1290 Mohnau im damaligen Herzogtum Schweidnitz besaß. Glieder der Familie gehörten bis in das 16. Jahrhundert dem Patrizierstand der Stadt Schweidnitz an und waren vor allem im Umland in Arnsdorf, Giersdorf, Költschen, Kunzendorf, Mohnau und Tunkendorf begütert. Der Anteil Ober Arnsdorf gehörte seit 1487 dem Schweidnitzer Patrizier Hans von Monau, der seinen Besitz 1488 an seine Neffen Hans und Wenzel von Monau auf Kunzendorf abtrat. Johann Monau, 1337 bis 1349 Prokurator des Breslauer Klarissenstifts gründete die Breslauer Linie. 1358 erscheint Petrus von Monden als Domprobst von Breslau. Sebastian von Monau († 1534) fungierte als Landeshauptmann des Fürstentums Breslau. Der Breslauer Universalgelehrte Jakob Monau, hinterließ einen Sohn, den Mediziner Friedrich von Monau, mit dem das Geschlecht 1659 im Mannesstamm erloschen ist.

## Wappen
Blasonierung: In schwarz drei silberne Halbmonde, die oberen abgewendet, die unteren gestürzt. Kleinod: Ein steigender silberner Mond, daraus ein Busch mit sieben schwarzen Hahnenfedern. Helmdecken: schwarz-silbern. Bei dem Stammwappen handelt sich um ein redendes Wappen. 

## Persönlichkeiten
- Jakob Monau (1546–1603), deutscher Universalgelehrter
- Peter Monau (1551–1588), kaiserlicher Leibarzt des Kaisers Rudolf II.
- Friedrich von Monau (1592–1659), deutscher Mediziner